# Bélie Kopani
Bélie Kopani (en rus: Белые Копани) és un poble del krai de Stàvropol, a Rússia, que el 2019 tenia 607 habitants. Pertany al districte rural de Dívnoie.